# 休禮夫人
休禮夫人（?—?）金氏，新羅第17代君主奈勿麻立干的母亲。
休禮夫人嫁给第13代君主金味鄒的弟弟金末仇。生下儿子金楼寒。訖解尼師今四十七年（356年），新羅第16代君主讫解王死后，没有儿子。金楼寒即位，号称奈勿王、奈勿麻立干。

## 家族
- 丈夫：20代王金末仇，13代王味鄒尼師今的弟弟，金仇道的儿子
  - 儿子：17代王奈勿麻立干